# Impressions Games
Impressions Games était une entreprise de développement et d'édition de jeu vidéo fondée par David Lester au Royaume-Uni en 1988. Le studio est principalement connu pour ses jeux de stratégie, comme Lords of the Realm, et pour ses jeux de construction de cité tel que Caesar et Pharaon. En 1995, le studio est racheté par Sierra On-Line. Sierra est ensuite rachetée par Cendant puis par Vivendi Universal (connu actuellement sous le nom de Vivendi SA). Le studio était basé à Cambridge dans l'État du Massachusetts aux États-Unis. 

## Historique
Impressions Games est fondée au Royaume-Uni en 1988 par David Lester. Ce dernier commence sa carrière en travaillant comme journalistes pour plusieurs magazines de jeux vidéo anglais, dont des publications professionnelles. En parallèle, il programme un jeu vidéo de simulation économique en Basic sur ZX Spectrum, qu’il propose à plusieurs éditeurs. Grâce à cette expérience, il entre en contact avec les développeurs du studio Black Knight Software et à l’idée de créer sa propre société en publiant un jeu original sur ZX Spectrum et Atari ST. Il est alors rejoint par deux développeurs de Black Knight Software : Edward Grabowski et Paul Andrews. 
Pour leur premier jeu, David Lester obtient la licence Kenny Dalglish avec laquelle ils développent Kenny Dalglish Soccer Manager qu’ils font publier par Zeppelin Games par manque de compétences commerciales. Le jeu rencontre un certain succès mais ne leur permet pas de dégager des bénéfices suffisants. Ils décident donc de créer Impressions Games. Le premier jeu qu’ils publient sous ce label est Raider, un jeu vidéo d’arcade développé par Graeme Ing. Au cours de ses premières années d’existence, le studio produit des jeux de tous types. Cependant, ils ne tardent pas à comprendre que le marché des jeux d’arcade est très concurrentiel et que leur petit studio aura du mal à s’imposer face aux principales licences du genre. Ce sont de plus leurs jeux de simulation et de stratégie qui se vendent le mieux, et aussi ceux qu’ils apprécient le plus, et ils décident donc de se focaliser sur ce type de jeu au début des années 1990.
En parallèle, MS-DOS devient populaire en Europe et le studio décide donc d’orienté leurs développements vers cette plateforme. Cette décision permet au studio de gagner l’attention des éditeurs et distributeurs américains où le PC est à l’époque la plateforme la plus populaire. Plusieurs éditeurs américains proposent ainsi des accords aux studios mais David Lester refuse de signer de tels accords avant d’avoir pu s’informer sur les éditeurs en question. Il se rend pour cela à plusieurs Consumer Electronics Show, rencontre des journalistes des principaux magazines spécialisés américains, et étudie sérieusement les offres qui lui ont été faites avant de finalement décider de transférer le siège social d’Impressions du Royaume-Uni aux États-Unis, en Nouvelle Angleterre. Une fois installé, l’intérêt de David Lester et d’Edward Grabowski pour les jeux de stratégie, ainsi que leurs premiers repérages de développeurs locaux, les conduit à s’associer avec Tom Carbone du studio Omnitrend Software.
Le studio est principalement connu pour ses jeux de stratégie, comme Lords of the Realm, et pour ses jeux de construction de cité tel que Caesar et Pharaon. En 1995, le studio est racheté par Sierra On-Line,. Sierra est ensuite rachetée par Cendant puis par Vivendi Universal (connu actuellement sous le nom de Vivendi SA). Le studio était basé à Cambridge dans l'État du Massachusetts aux États-Unis.

## Ludographie
| Année | Titre                                | Développeur        | Éditeur            | Genre                      | Description                                                        | Plate-forme                                    |
| ----- | ------------------------------------ | ------------------ | ------------------ | -------------------------- | ------------------------------------------------------------------ | ---------------------------------------------- |
| 1989  | Kenny Dalglish Soccer Manager        | Impressions        | Zeppelin Games     | Jeu de sport               | Jeu de management de football                                      | Amiga, Atari ST, C64, Amstrad CPC, ZX Spectrum |
| 1989  | Kenny Dalglish Soccer Match          | Impressions        | Impressions        | Jeu de sport               | Jeu de football                                                    | Amiga, Atari ST, ZX Spectrum                   |
| 1989  | Superleague Soccer                   | Impressions        | Impressions        | Jeu de sport               | Jeu de football                                                    | Amiga, Atari ST                                |
| 1989  | Raider                               | Graeme Ing         | Impressions        | Shoot 'em up               | Shoot 'em up inspiré de Gravitar, Asteroids et Lunar Lander        | Amiga, Atari ST                                |
| 1989  | Emperor of the Mines                 |                    | Impressions        |                            |                                                                    |                                                |
| 1989  | Chariots of Wrath                    |                    | Impressions        | Jeu d’action               | Compilation de six mini-jeux d'arcade                              | Amiga, Atari ST                                |
| 1989  | Tee Off!                             |                    | Impressions        |                            |                                                                    |                                                |
| 1990  | Rorke's Drift                        | Impressions        | Impressions        | Wargame                    | Simule la bataille de Rorke's Drift                                | Amiga, Atari ST, IBM PC                        |
| 1990  | Breach 2                             | Omnitrend Software | Impressions        | Tactique au tour par tour  | Suite de Breach                                                    | Amiga, Atari ST, IBM PC                        |
| 1990  | Feudal Lords                         | Impressions        | Impressions        | Stratégie au tour par tour | Jeu de stratégie médiéval                                          | Amiga, Atari ST, IBM PC                        |
| 1990  | The Final Conflict                   | Impressions        | Impressions        | Wargame                    | Simule la guerre froide                                            | Amiga, Atari ST, IBM PC                        |
| 1990  | 1000CC Turbo                         |                    | Impressions        |                            |                                                                    |                                                |
| 1990  | Legend of the Lost                   | Video Vulture      | Impressions        | Jeu d’action               |                                                                    | Amiga, Atari ST                                |
| 1990  | Renaissance                          |                    | Impressions        | Jeu d’action               | Compilation de quatre mini-jeux d'arcade                           | Amiga, Atari ST                                |
| 1990  | Universe 3                           | Omnitrend Software | Impressions        | Jeu d’aventure             | Suite de Universe et Universe II                                   | Amiga, Atari ST, IBM PC                        |
| 1990  | Web of Terror                        |                    | Impressions        |                            |                                                                    |                                                |
| 1990  | Blitzkrieg May 1940                  | Impressions        | Impressions        | Wargame                    | Simule l’offensive de 1940 de la Seconde Guerre mondiale           | Amiga, Atari ST                                |
| 1991  | The Charge of the Light Brigade      | Impressions        | Impressions        | Wargame                    | Simule la charge de la brigade légère de la bataille de Balaklava  | Amiga, Atari ST, IBM PC                        |
| 1991  | Cohort (Fighting for Rome)           | Impressions        | Impressions        | Wargame                    | Simule des batailles de l'armée romaine                            | Amiga, Atari ST, IBM PC                        |
| 1991  | Fort Apache                          | Impressions        | Impressions        | Wargame                    | Simule des affrontements dans le Far West                          | Amiga, Atari ST, IBM PC                        |
| 1991  | Merchant Colony                      | Impressions        | Impressions        | Simulation                 | Simulation économique au XVIIIe siècle                             | Amiga, Atari ST, IBM PC                        |
| 1991  | Afrika Korps                         | Impressions        | Impressions        | Wargame                    | Simule la campagne d'Afrique du Nord de la Seconde Guerre mondiale | Amiga                                          |
| 1991  | Paladin II                           | Omnitrend Software | Impressions        | Tactique au tour par tour  | Jeu de tactique médiéval-fantastique                               | Amiga, Atari ST, IBM PC                        |
| 1991  | Great Napoleonic Battles             | Impressions        | Impressions        | Wargame                    | Simule trois batailles des guerres napoléoniennes                  | Amiga, Atari ST, IBM PC                        |
| 1991  | Tornado Ground Attack                |                    | Impressions        |                            |                                                                    |                                                |
| 1992  | Air Bucks                            | Impressions        | Sierra             | Simulation                 | Gestion d’une compagnie aérienne                                   | Amiga, Atari ST, IBM PC                        |
| 1992  | Air Force Commander                  | Novocade Software  | Impressions        | Wargame                    | Simule un conflit aérien                                           | Amiga, IBM PC                                  |
| 1992  | Caesar                               | Impressions        | Impressions        | Jeu de gestion             | Gestion de cité dans la Rome antique                               | Amiga, Atari ST, IBM PC                        |
| 1992  | Conquest of Japan                    | Impressions        | Impressions        | Wargame                    | Simule la conquête du japon médiéval                               | Amiga, IBM PC                                  |
| 1992  | Discovery: In the Steps of Columbus  | Impressions        | Impressions        | God game                   |                                                                    | Amiga, IBM PC                                  |
| 1992  | Warriors of Releyne                  | Impressions        | Impressions        | Wargame                    | Wargame médiéval-fantastique                                       | Amiga, IBM PC                                  |
| 1992  | Crime City                           |                    | Impressions        | Jeu d'aventure             |                                                                    | Amiga                                          |
| 1993  | Air Force Commander WWII             |                    |                    | Wargame                    | Suite de Air Force Commander                                       |                                                |
| 1993  | Global Domination                    | Impressions        | Impressions        | Wargame                    | Simule un conflit à l'échelle mondiale                             | Amiga, IBM PC                                  |
| 1993  | Cohort 2                             | Impressions        | Impressions        | Wargame                    | Suite de Cohort                                                    | Amiga, Atari ST, IBM PC                        |
| 1993  | When Two Worlds War                  | Impressions        | Impressions        | Wargame                    | Simule un conflit entre deux planètes                              | Amiga, IBM PC                                  |
| 1993  | Rules of Engagement 2                | Omnitrend Software | Impressions        | Tactique au tour par tour  | Suite de Rules of Engagement                                       | Amiga                                          |
| 1993  | Nord et Sud                          | Impressions        | Impressions        | Wargame                    | Simule la guerre de Sécession                                      | Amiga, IBM PC                                  |
| 1994  | Detroit                              | Impressions        | Sierra             | Simulation                 | Jeu de gestion d’un constructeur automobile                        | Amiga, IBM PC                                  |
| 1994  | D-Day                                | Impressions        | Impressions        | Wargame                    | Simule le débarquement en Normandie                                | PC (DOS), Amiga                                |
| 1994  | Front Lines                          | Impressions        | Impressions        | Wargame                    |                                                                    | PC (DOS), Amiga                                |
| 1994  | Lords of the Realm                   | Impressions        | Impressions        | Stratégie au tour par tour | Jeu de stratégie médiéval                                          | PC (DOS, Windows), Amiga                       |
| 1995  | Caesar II                            | Impressions        | Impressions        | Jeu de gestion             | Suite de Caesar                                                    | PC (DOS, Windows), Mac                         |
| 1995  | Breach 3                             | Impressions        | Omnitrend Software | Tactique au tour par tour  | Suite de Breach 2                                                  |                                                |
| 1995  | Casino De Luxe                       |                    |                    |                            |                                                                    |                                                |
| 1995  | High Seas Trader                     | Impressions        | Impressions        | Jeu de simulation          | Simulation de commerce maritime au XVIIe siècle                    | PC (Windows), Amiga                            |
| 1995  | Powerhouse                           | Impressions        | Impressions        | Jeu de gestion             |                                                                    | PC (Windows)                                   |
| 1995  | Brickbuster                          |                    |                    |                            |                                                                    |                                                |
| 1995  | Ultimate Soccer Manager              | Impressions        | Sierra             | Jeu de sport               | Jeu de management de football                                      | PC (DOS), Amiga                                |
| 1996  | Lords of the Realm II                | Impressions        | Sierra             | Stratégie au tour par tour | Suite de Lords of the Realm                                        | PC (DOS, Windows), Mac                         |
| 1996  | Robert E. Lee: Civil War General     | Impressions        | Sierra             | Wargame                    | Simule des batailles de la guerre de Sécession                     | Windows                                        |
| 1996  | The Rise and Rule of Ancient Empires | Impressions        | Sierra             | Stratégie au tour par tour |                                                                    | Windows                                        |
| 1996  | Ultimate Soccer Manager 2            | Impressions        | Sierra             | Jeu de sport               | Jeu de management de football                                      | PC (DOS), Amiga                                |
| 1996  | Space Bucks                          | Impressions        | Sierra             | Jeu de gestion             | Gestion d'une compagnie de transport interplanétaire               | Windows                                        |
| 1997  | Civil War Generals II                | Impressions        | Sierra             | Wargame                    | Suite de Robert E. Lee: Civil War General                          | Windows                                        |
| 1997  | Lords of Magic                       | Impressions        | Sierra             | Stratégie au tour par tour | Jeu de stratégie médiéval-fantastique                              | Windows                                        |
| 1997  | Lords of the Realm II: Siege Pack    | Impressions        | Sierra             | Stratégie au tour par tour | Extension de Lords of the Realm II                                 |                                                |
| 1998  | Caesar III                           | Impressions        | Sierra             | Jeu de gestion             | Suite de Caesar II                                                 | Windows, Mac OS                                |
| 1998  | Lords of Magic: Legends of Urak      | Impressions        | Sierra             | Stratégie au tour par tour | Extension de Lords of Magic                                        | Windows                                        |
| 1998  | Football Manager : Saison 98/99      | Impressions        | Sierra             | Jeu de sport               | Jeu de management de football                                      | Windows                                        |
| 1999  | Pharaon                              | Impressions        | Sierra             | Jeu de gestion             | Gestion de cité dans l'Égypte antique                              | Windows, Mac OS                                |
| 2000  | Cléopâtre : La Reine du Nil          | Impressions        | Sierra             | Jeu de gestion             | Extension de Pharaon                                               | Windows, Mac OS                                |
| 2000  | Le Maître de l'Olympe : Zeus         | Impressions        | Sierra             | Jeu de gestion             | Gestion de cité dans la Grèce antique                              | Windows                                        |
| 2002  | Empereur : L'Empire du milieu        | Impressions        | Sierra             | Jeu de gestion             | Gestion de cité dans la Chine antique                              | Windows                                        |
| 2004  | Lords of the Realm III               | Impressions        | Sierra             | Stratégie en temps réel    | Suite de Lords of the Realm II                                     | Windows                                        |